# Bonfim (Santa Maria)
Bonfim és un barri de la ciutat brasilera de Santa Maria, Rio Grande do Sul. El barri està situat al districte de Sede.

## Villas
El barri amb les següents villas: Bonfim.

## Galeria de fotos

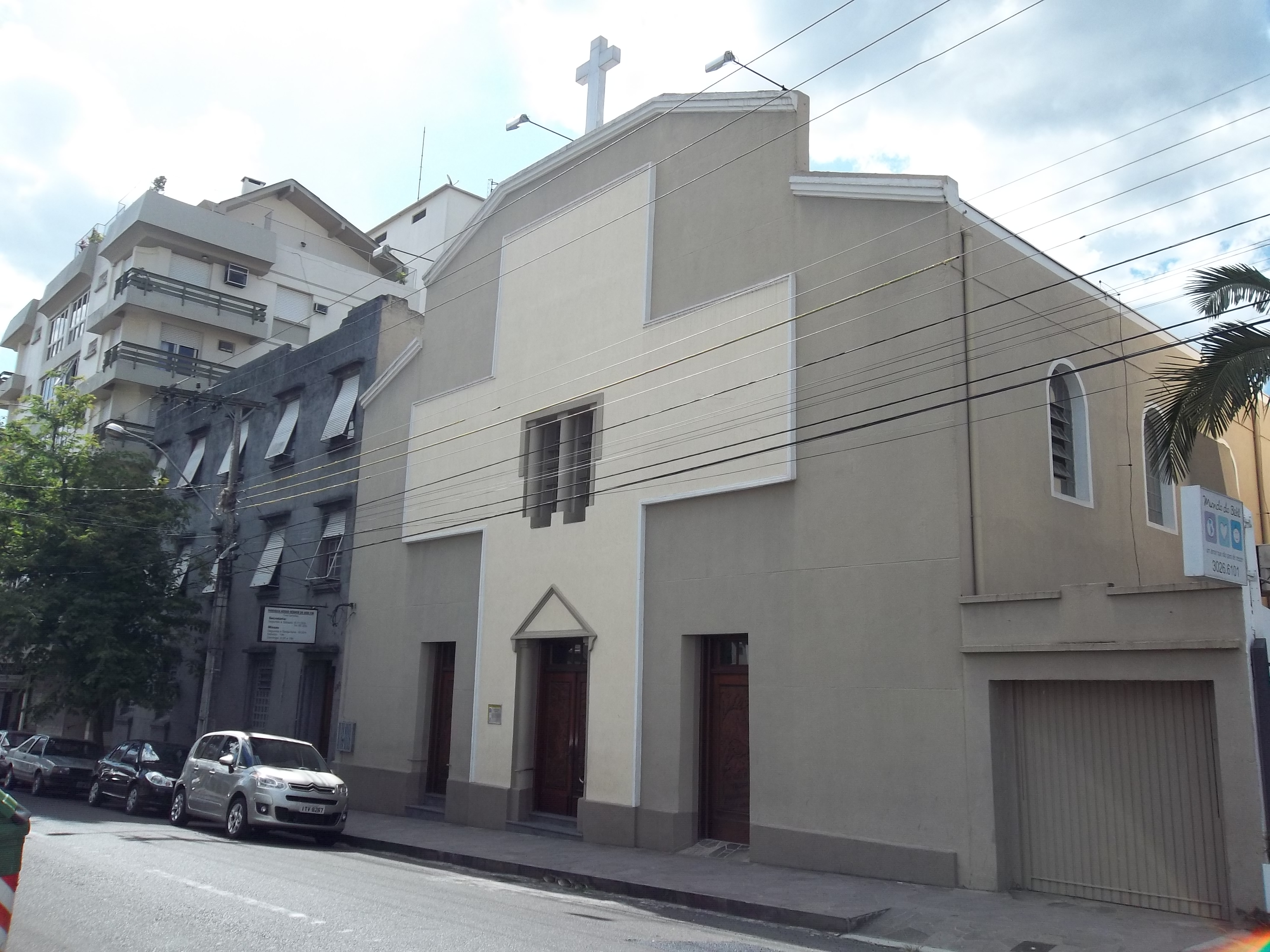
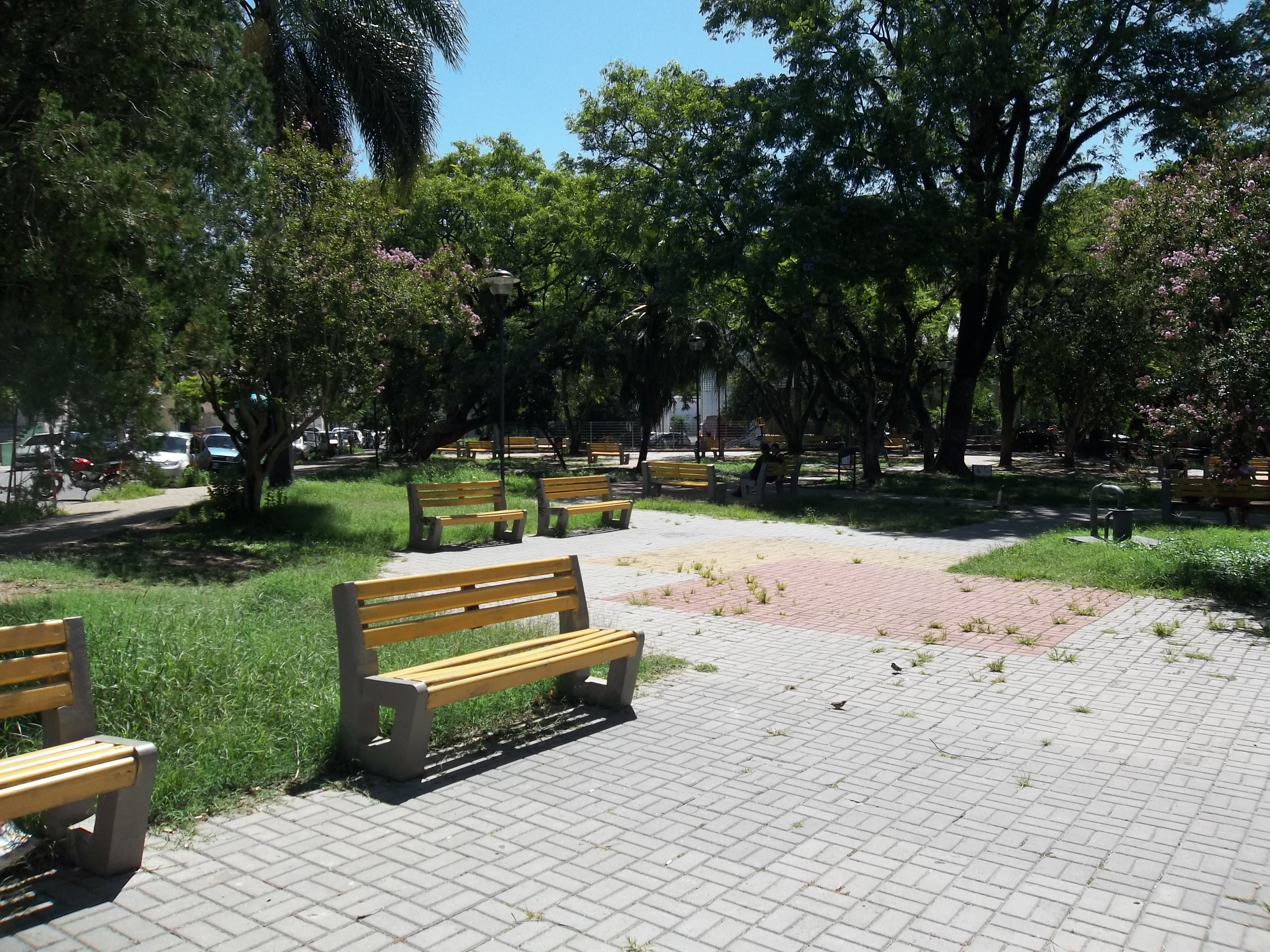
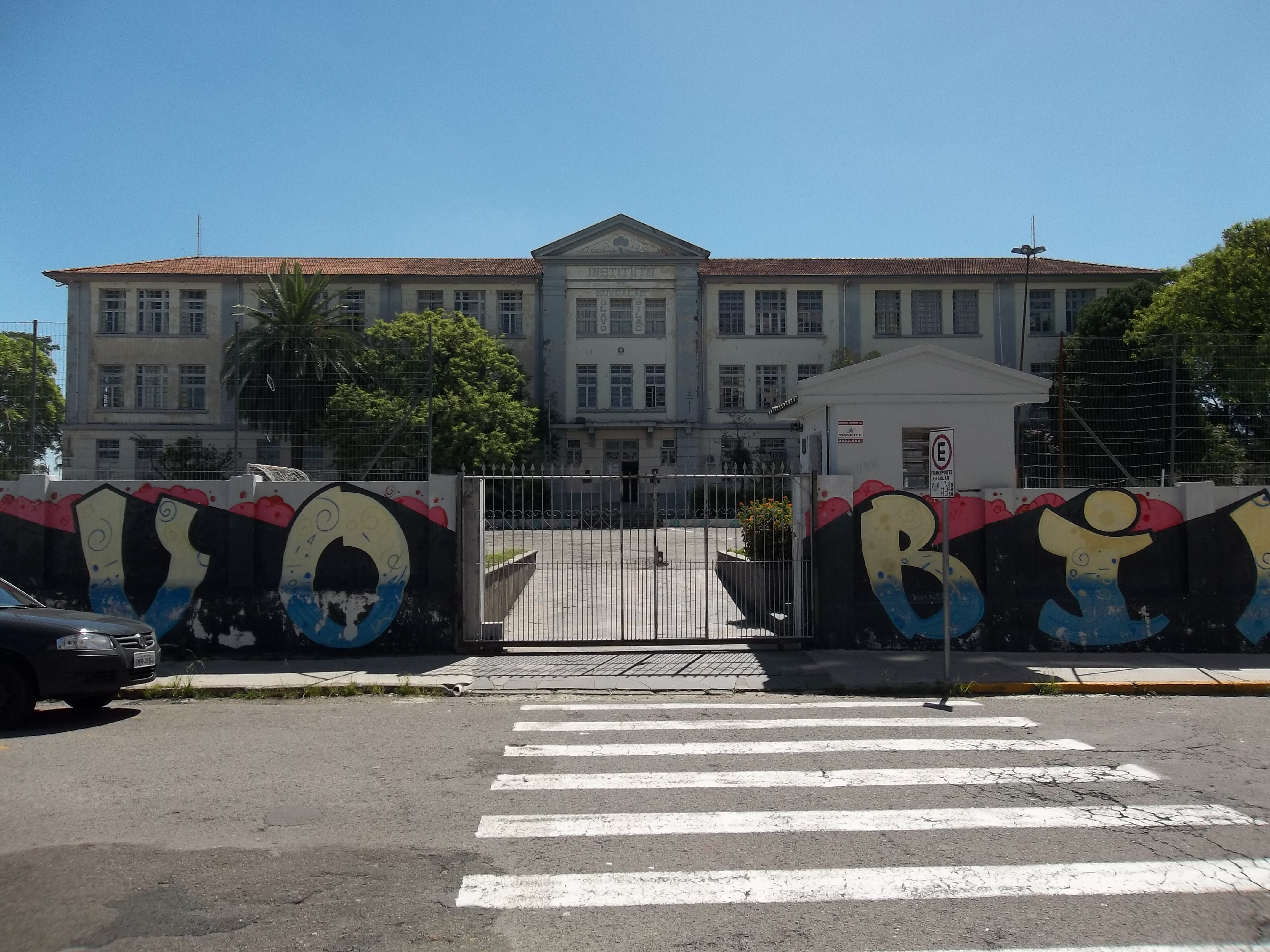
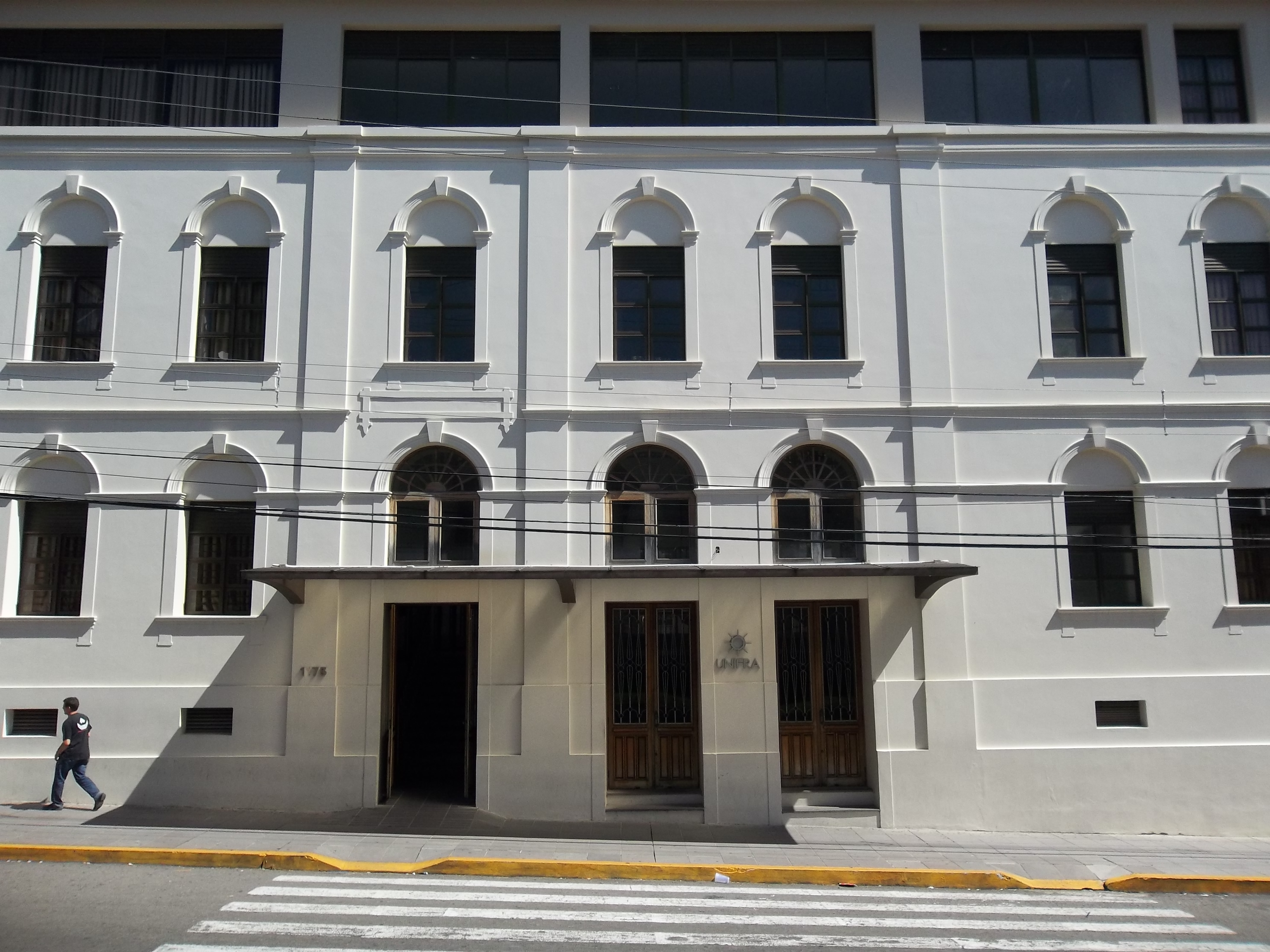
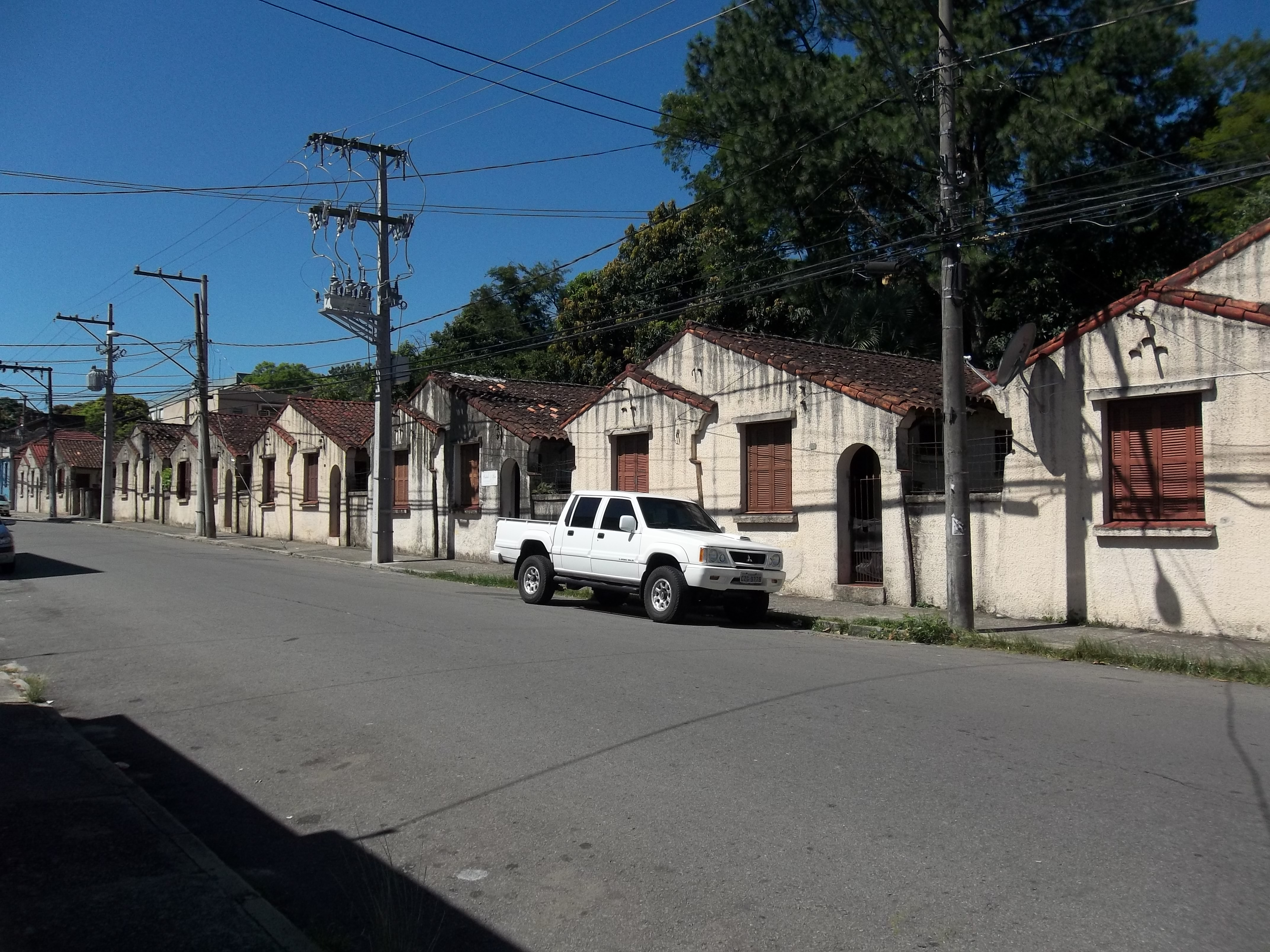
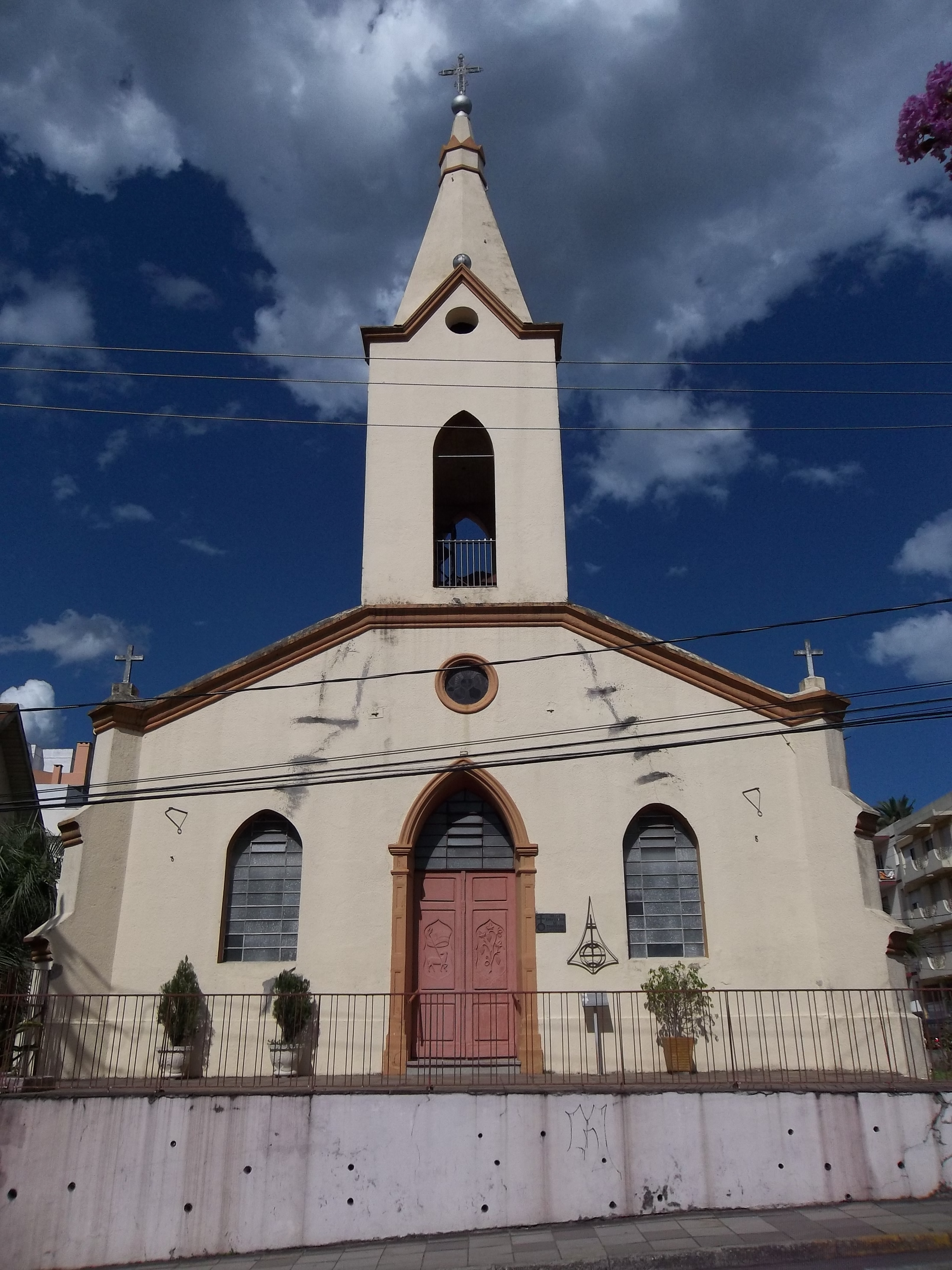
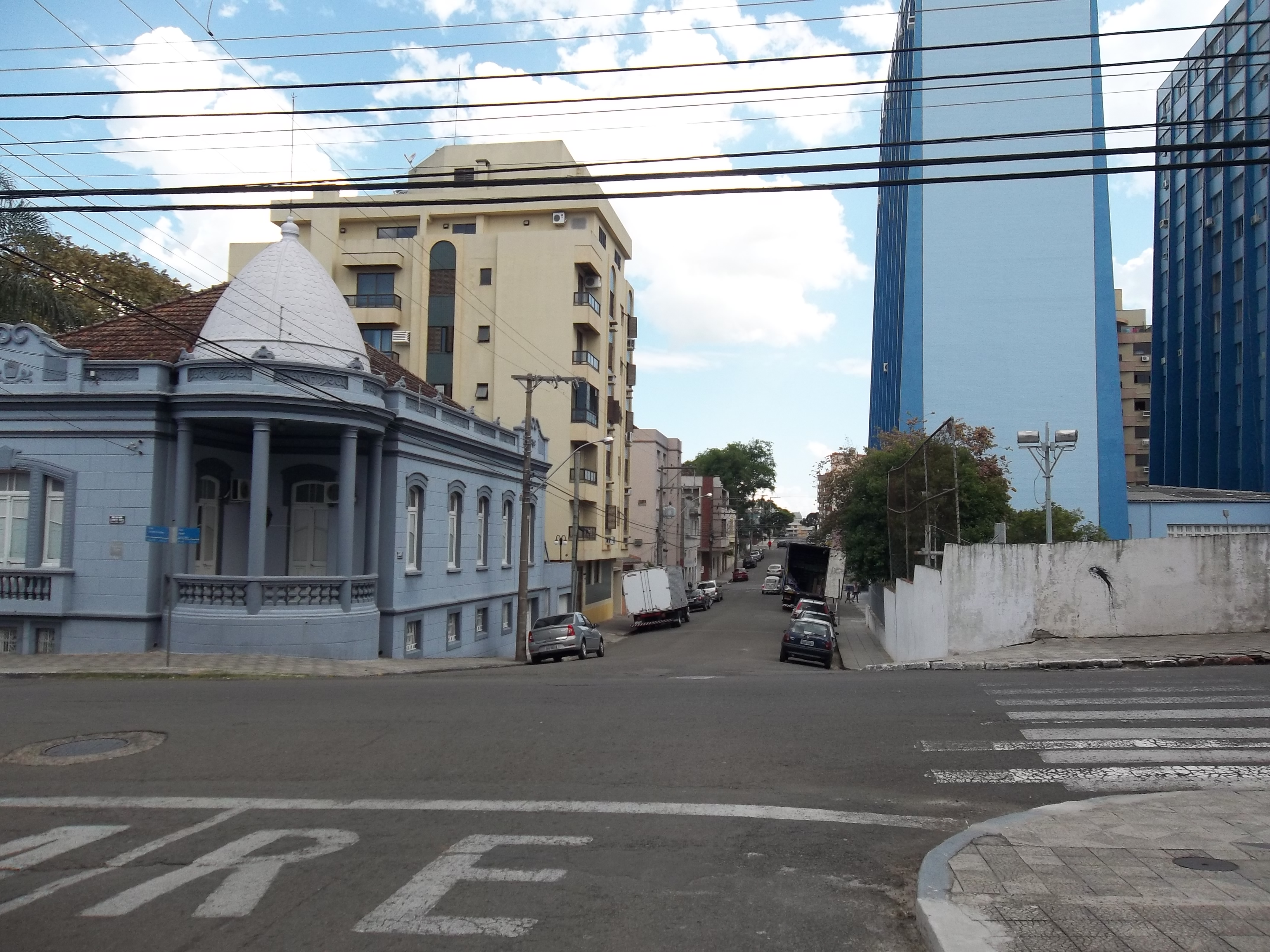

| Nossa Senhora do Rosário Passo d'Areia | Nossa Senhora do Rosário | Nossa Senhora do Rosário Centro |
| Passo d'Areia Noal                     |                          | Centro                          |
| Noal Nossa Senhora de Fátima           | Nossa Senhora de Fátima  | Centro Nossa Senhora de Fátima  |